# Споменик Скендербегу у Скопљу
Споменик Скендербегу је споменик у Скопљу посвећен Ђурђу Кастриоту Скендербегу. Налази се на улазу у чаршију, преко пута Даут-пашиног хамама и у непосредној близини Капан хана. Дело је албанског вајара Томе Томаја и представља споменик средњовековног албанског вође, српског порекла Ђурђа Скендербега. Направљен је од бронзе, висок је 5,5 m, а тежак 2,7 тона.
Постављање споменика Скендербергу у Скопској чаршији је дуго времена била контроверза. Председник општине Чаир, Изет Меџити, као иницијатор пројекта, није имао одобрење за постављање споменика које издаје Министарство културе, нити се са том идејом слагао тадашњи градоначелник Трифун Костовски, као и неке опозиционе странке у земљи. Савет Скопља је дао подршку изградњи споменика, а Владини извори су потврдили да ће њихови представници учествовати у церемонији постављања споменика заказаног на Дан албанске националне заставе, али само ако се буду поштовале законске процедуре. Споменик је откривен 28. новембра 2006. године, и том приликом је организована свечаност на којој су присуствовали високи представници из Северне Македоније и иностранства.
Непосредно испред споменика Скендербегу, код Булевара „Гоце Делчев“ и поред моста који повезује Даут-пашин хамам и цркву Светог Димитрија са остатком чаршије, дана 17. јануара 2012. године је постављен камен темељац за изградњу трга „Скендербег“. Изградња трга је инвестиција коју финансира Влада Републике Северне Македоније. Званично је постављен 28. новембра 2006. године и тада се организовала прослава, којој су присуствовали представници из Северне Македоније и иностранства.